# پوئولانکا
پوئولانکا (به فنلاندی: Puolanka) یک منطقهٔ مسکونی در فنلاند است که در کاینو واقع شده‌است.